# Brezovica na Bizeljskem
Brezovica na Bizeljskem je naselje v Občini Brežice.

## Prebivalstvo
Etnična sestava 1991:
- Slovenci: 99 (89,2 %)
- Hrvati: 1
- Srbi: 1
- Neznano: 10 (9 %)